# Howard T. Odum
Howard Thomas Odum, vanligtvis omnämnd som H.T. Odum, född 1 september 1924, död 11 september 2002, var en amerikansk ekolog. Han är känd för sitt banbrytande arbete inom ekosystemekologin och för sitt arbete om kvalitativa aspekter inom termodynamiken, baserat på hans arbete med allmän systemteori. Detta arbete ledde till förslag om ytterligare termodynamiska lagar.
I svensk kontext bedrev H.T. Odum flera projekt med svenska forskare, till exempel AnnMari Jansson och Bengt-Owe Jansson vid Askölaboratoriet (bland annat den så kallade "Gotlandsstudien"), P-O Nilsson vid SLU Ultuna och Garpenberg, samt Torbjörn Rydberg vid SLU Ultuna.

## Biografi
Odum var det tredje barnet till Howard W. Odum, en amerikansk sociolog, och hans fru, Anna Louise (född Kranz) Odum (1888–1965). Han var yngre bror till Eugene Odum. Deras far "uppmuntrade sina söner att gå in i vetenskapen och att utveckla nya tekniker för att bidra till sociala framsteg". Howard lärde sig tidiga vetenskapliga lektioner om (a) fåglar av sin bror, (b) fiskar och biologins filosofi när han arbetade efter skolan för marinzoologen Robert Coker, och (c) elektriska kretsar från The Boy Electrician (1929) av Alfred Powell Morgan.
Howard Thomas studerade biologi vid University of North Carolina i Chapel Hill, där han publicerade sin första uppsats medan han fortfarande var student. Hans utbildning avbröts i tre år under andra världskrigets av hans tjänst med Army Air Force i Puerto Rico och Panamakanalen, där han arbetade som tropisk meteorolog. Efter kriget återvände han till University of North Carolina och avslutade sin kandidatexamen i zoologi (Phi Beta Kappa) 1947.
1947 gifte Odum sig med Virginia Wood och de fick senare två barn. Efter Woods död 1973 gifte han sig 1974 med Elisabeth C. Odum (som hade fyra barn från sitt tidigare äktenskap). Odums råd om hur man sköter en blandad familj var "to be sure to keep talking"; Elisabeths var att hålla tillbaka på disciplin och nya regler.
1950 tog Odum sin doktorsexamen i zoologi vid Yale University, under ledning av G. Evelyn Hutchinson. Hans avhandling hade titeln The Biogeochemistry of Strontium: With Discussion on the Ecological Integration of Elements, och den förde honom in i det framväxande fältet av systemekologi. Han gjorde en meteorologisk "analys av den globala cirkulationen av strontium, [och] förutsåg i slutet av 1940-talet synen på jorden som ett stort ekosystem ".
Medan han var på Yale påbörjade Howard sitt livslånga samarbete med sin bror Eugene. 1953 publicerade de den första engelskspråkiga läroboken om systemekologi, Fundamentals of Ecology. Howard skrev kapitlet om energi, som introducerade hans nya "energy system language" (ungefär: energisystem-språk). De fortsatte att samarbeta i forskning såväl som att skriva under resten av livet. För Howard var hans "energy system language" (som han kallade "energese") i sig ett samarbetsverktyg.

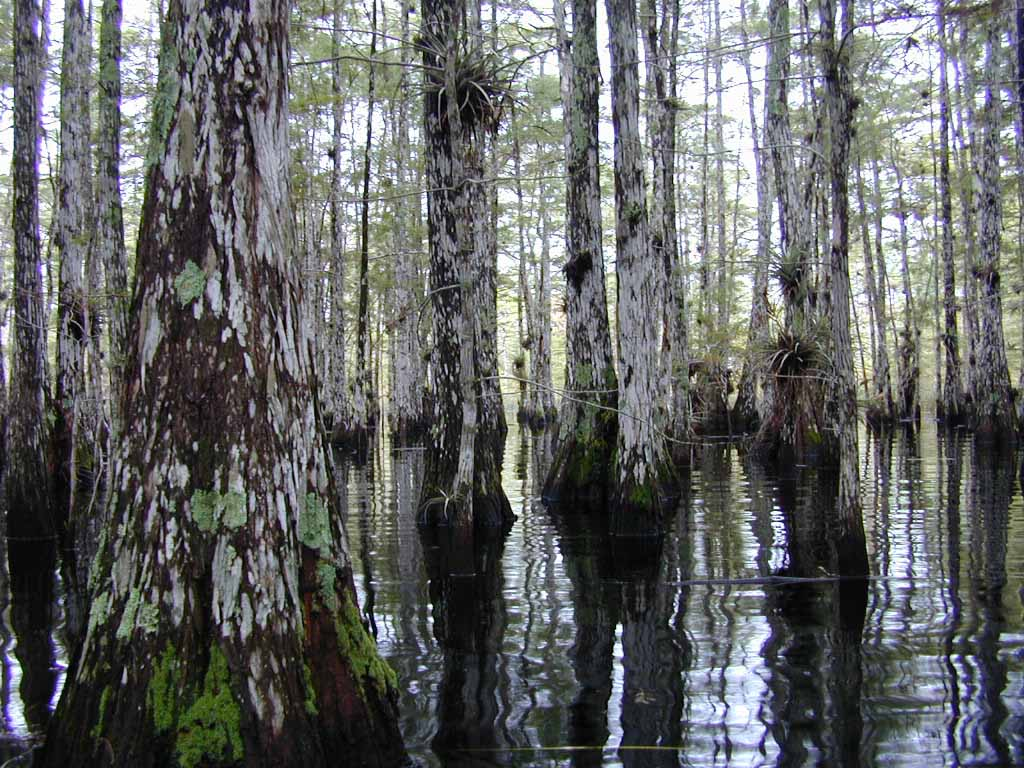
Florida Cypress Dome i Big Cypress National Preserve

Från 1956 till 1963 arbetade Odum som direktör för Marine Institute of University of Texas. Under denna tid blev han medveten om samspelet mellan ekonomiska krafter och ekologiska beskrivningar av energiflöden och energilager. Han undervisade vid institutionen för zoologi vid University of North Carolina i Chapel Hill och var en av professorerna i den nya läroplanen för marina vetenskaper fram till 1970.
Det året flyttade han till University of Florida, där han undervisade i Environmental Engineering Sciences Department, grundade och ledde Center for Environmental Policy och grundade universitetets Center for Wetlands 1973; det var det första centret i sitt slag i världen som fortfarande är i drift idag. Odum fortsatte detta arbete i 26 år fram till sin pensionering 1996.
På 1960- och 1970-talen var Odum också ordförande för det internationella biologiska programmets planeringskommitté för tropiska biom. Han fick stöd av stora kontrakt med United States Atomic Energy Commission, vilket resulterade i deltagande av nästan 100 vetenskapspersoner, som genomförde strålningsstudier av en tropisk regnskog. Hans utvalda projekt vid University of Florida på 1970-talet handlade om återvinning av behandlat avloppsvatten till cypress-våtmarker. Detta var ett av de första projekten för att utforska den nu utbredda metoden att använda våtmarker för förbättrad vattenkvalitet. Detta är ett av hans viktigaste bidrag till början av området ekologisk ingenjörskonst (ecological engineering).
Under sina sista år var Odum Graduate Research Emeritus and Director för Center for Environmental Policy. Han var en ivrig fågelskådare i både sitt yrkesliv och privatliv.
The Ecological Society tilldelade Odum sin Mercer Award för att uppmärksamma hans bidrag till studiet av korallrevet på Eniwetok-atollen. Odum fick också det franska Prix de Vie, och Crafoord-priset från Kungliga Vetenskapsakademien, som anses vara Nobelmotsvarigheten för biovetenskap. Charles A.S. Hall beskrev Odum som en av tidens mest innovativa och viktiga tänkare. Hall noterade att Odum, antingen ensam eller tillsammans med sin bror Eugene, fick i stort sett alla internationella priser som tilldelades ekologer. Det enda högre utbildningsinstitutet som delade ut hedersgrader till båda bröderna Odum var Ohio State University, som hedrade Howard 1995 och Eugene 1999.
Odums bidrag till ekosystemekologi har erkänts av Mars Society, som döpte sin experimentstation till "the H.T. Odum Greenhouse" på förslag av hans tidigare student Patrick Kangas. Kangas och hans elev, David Blersch, gjorde betydande bidrag till utformningen av avloppsvatten-återvinningssystemet på stationen.
Odums studenter har vidareutvecklat hans arbete vid institutioner runt om i världen, framför allt Mark T. Brown vid University of Florida, David Tilley och Patrick Kangas vid University of Maryland, Daniel Campbell vid United States Environmental Protection Agency, Enrique Ortega vid UNICAMP i Brasilien och Sergio Ulgiati vid universitetet i Siena. Arbete som utförs vid dessa institutioner fortsätter att utvecklas och sprida Odums begrepp om emergi. Hans tidigare studenter Bill Mitsch, Robert Costanza och Karin Limburg är några före detta studenter som har uppmärksammats internationellt för sina bidrag till ekologisk ingenjörskonst (ecological engineering), ekologisk ekonomi, ekosystemvetenskap, våtmarksekologi, estuarieekologi, ekologisk modellering och relaterade områden.

## Arbete: en översikt
Odum lämnade ett stort arv inom många områden förknippade med ekologi, system och energi. Han studerade ekosystem över hela världen och banade väg för studier av flera områden, av vilka några nu är distinkta forskningsområden. Enligt Hall (1995, p.ix) publicerade Odum en av de första betydande artiklarna inom vart och ett av följande områden:
- Ekologisk modellering (Odum 1960a)
- Ekologisk ingenjörskonst ("ecological engineering") (Odum et al. 1963)
- Ekologisk ekonomi (Odum 1971)
- Estuarie-ekologi (Odum och Hoskins 1958)
- Tropisk ekosystemekologi (Odum och Pidgeon 1970)
- Allmän systemteori

Odums bidrag till dessa och andra områden sammanfattas nedan.
Odum skrev också om strålningsekologi, systemekologi, enhetlig vetenskap och mikrokosmer. Han var en av de första som diskuterade användningen av ekosystem för livsuppehållande funktion vid rymdresor. Vissa har föreslagit att Odum var teknokratisk i sin inriktning, medan andra anser att han ställde sig på den sida som efterlyste "nya värderingar".

## Ekologisk modellering

### Ett nytt integrerat synsätt inom ekologi
I sin doktorsavhandling från 1950 gav Odum en nydanande definition av ekologi som studiet av stora enheter (ekosystem) på "the natural level of integration". I den traditionella rollen som doktorand i ekologi var ett av Odums mål att känna igen och klassificera stora cykliska enheter (ekosystem). Ett annat av hans mål var att göra prediktiva generaliseringar om ekosystem, gärna för hela biosfären. För Odum, utgjorde hela biosfären en roterande cykel med hög stabilitet. Det var närvaron av stabilitet som Odum trodde gjorde det möjligt för honom att prata om teleologin hos sådana system. Medan han skrev sin avhandling, kände Odum att principen om naturligt urval var mer än empirisk, eftersom den hade en teleologisk, komponent av "stabilitet över tid". Som en ekolog som var intresserad av beteenden och funktion hos stora enheter över tid, försökte Odum ge ett mer allmänt uttalande om naturligt urval så att det var lika tillämpligt på stora enheter som på små enheter som traditionellt studerats inom biologi.
Odum ville också utvidga det naturliga urvalets omfattning och allmängiltighet till att omfatta stora enheter som hela biosfären. Denna utvidgning förlitade sig på definitionen av en enhet som en kombination av egenskaper som har viss stabilitet med tiden. Odums tillvägagångssätt motiverades av Lotkas idéer om energiaspekterna i evolutionen ("energetics of evolution").

### Ekosystemsimulering
Odum använde en analogi av elektriska nätverk för att modellera ekosystemens energiflödesvägar. Hans analoga elektriska modeller hade en betydande roll i utvecklingen av hans syn på system och har erkänts som ett av de tidigaste exemplen av systemekologi.
Elektronflödet i det elektriska nätverket representerade flödet av material (t.ex. kol) i ekosystemet, laddning i en kondensator var analog med lagring av ett material, och modellen skalades till ekosystemet av intresse genom att justera storleken på den elektrisk komponenten.

### Ekologisk analog till Ohms lag

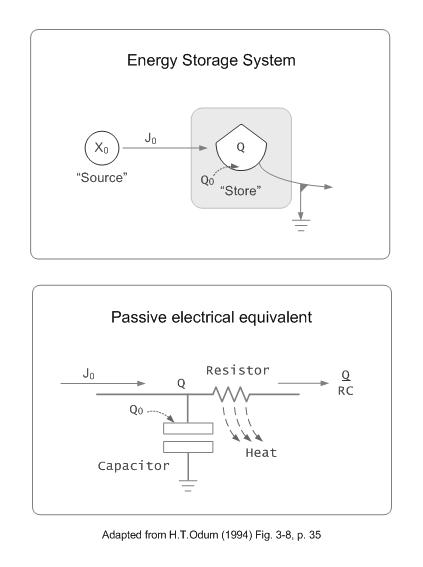
Passiv elektrisk motsvarighet till lager-ikon i Energy Systems Language.

På 1950-talet introducerade Odum sina elektriska kretsdiagram av ekosystem till Ecological Society of America. Han hävdade att energi drevs genom ekologiska system av en "ekokraft" analog med spänningens roll i elektriska kretsar. 
Odum utvecklade en analog till Ohms lag som syftade till att vara en representation av energiflöden genom ekosystem. När det gäller "steady state"-termodynamik kan Ohms lag betraktas som ett specialfall av en mer allmän flödeslag, där flödet ({\displaystyle J}) "är proportionell mot den drivande termodynamiska kraften ({\displaystyle X}) med konduktivitet ({\displaystyle C})", eller {\displaystyle J=CX}.
Kangas uppger att Odum drog slutsatsen att som termodynamiska system bör ekosystem också lyda kraft-flödeslagen, och att Ohms lag och passiva elektriska analoga kretsar kan användas för att simulera ekosystem. I denna simulering försökte Odum härleda en ekologisk analog för elektrisk spänning. Spänning, eller drivkraft, är relaterad till biomassan i kilogram per hektar. Det analoga konceptet som krävs är biomassaaktiviteten, det vill säga den termodynamiska dragkraften, som kan vara linjär. Exakt vad detta är i naturen är fortfarande osäkert, eftersom det är ett nytt koncept.
Ett sådan övervägande fick Odum att ställa två viktiga metodfrågor:
- Vilken är den elektriska betydelsen av en funktion som observeras i naturen?
- Givet en elektrisk enhet i en krets, vad är motsvarigheten i det ekologiska systemet?

Till exempel, vad är en diod i naturen? Man behöver en diod för att låta biomassa ackumuleras efter att solens spänning har sjunkit, annars vänder kretsen. Högre organismer som fisk är dioder.

### Silver Springs-studien

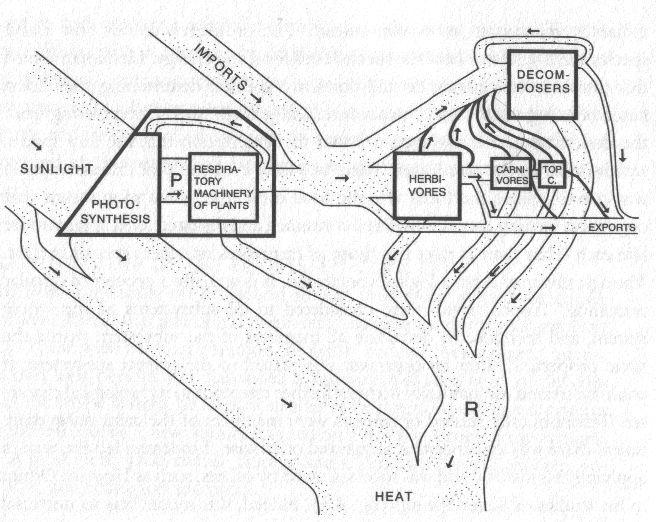
Energidiagram: energi och materia flödar genom ett ekosystem, anpassat från Silver Springs-modellen. H är växtätare (herbivorer), C är köttätare (karnivorer), TC är toppkonsumenter och D är nedbrytare (detrivorer). Kvadrater representerar biotiska pooler och sammanbindande rör är flöden av energi eller näringsämnen inom systemet.

Silver Springs är en vanlig typ av vattendrag med tillförsel från en källa i Florida med en konstant temperatur och kemisk sammansättning. Studien Odum genomförde här var den första kompletta analysen av ett naturligt ekosystem. 
Odum började med en övergripande modell och använde i sitt tidiga arbete en diagrammetod som mycket liknar Sankey-diagrammen som används inom kemisk processteknik.
Med utgångspunkt från den övergripande modellen kartlade Odum i detalj alla flödesvägar till och från vattendraget. Han mätte energitillförseln av sol och regn och av allt organiskt material – även av brödet som turisterna kastade till ankorna och fiskarna – och sedan mätte energin som efterhand lämnade källan. På så sätt kunde han fastställa vattendragets energibudget.

### Ekologisk och biologisk energi
Omkring 1955 initierade Odum studier i radioekologi, som inkluderade effekterna av strålning på den tropiska regnskogen i El Verde, Puerto Rico (Odum och Pidgeon), och korallreven och havsekologin vid Eniwetok-atollen. Bröderna Odum kontaktades av Atomic Energy Commission för att genomföra en detaljerad studie av atollen efter kärnvapenprov; atollen var tillräckligt radioaktiv för att Odum-bröderna vid ankomsten kunde producera en autoradiografisk bild av ett korallhuvud genom att placera det på fotografiskt papper. Dessa studier var tidiga tillämpningar av energikoncept i ekologiska system, och undersökte implikationerna av termodynamikens lagar när de användes i dessa nya miljöer.
Utifrån detta synsätt drivs biogeokemiska cykler av strålningsenergi. Odum uttryckte balansen mellan inkommande och utgående energi som förhållandet mellan produktion ( P ) och andning ( R ): P-R. Han klassificerade vattenförekomster baserat på deras kvoter av P-R, som skilde autotrofa från heterotrofa ekosystem: "[Odums] mätningar av metabolism i strömmande vatten var mätningar av hela system. Odum mätte samhället som ett system, och adderade inte komponenternas metabolism som Lindeman och många andra hade gjort”. Detta resonemang verkar ha följt Odums doktorand-handledare, G.E. Hutchinson, som trodde att om ett samhälle var en organism så måste det ha en form av metabolism. Golley noterar dock att Odum försökte gå längre än att rapportera enbart nyckel-kvoter, ett drag som resulterade i den första allvarliga oenigheten kring systems energiomsättning ("systems energetics").

### Teorin om "Maximum power" och förslaget till ytterligare lagar inom termodynamiken/energetiken
I en utmanande vetenskaplig artikel motiverades Odum och Richard Pinkerton (på den tiden fysiker vid University of Florida) av Alfred J. Lotkas artiklar om evolutionens energetik, och föreslog därefter teorin att naturliga system tenderar att operera med den energigenomströmning (effekt) som ger maximal effekt, inte maximal verkningsgrad.

### Språk för energisystem: Energy Systems Language
I slutet av 1960-talet ersattes Odums ekologiska simuleringsmodeller för elektroniska kretsar av en mer generell uppsättning energisymboler. När de kombinerades för att bilda systemdiagram ansågs dessa symboler av Odum och andra vara språket i "makroskopet" (översättarens kommentar: motsatsen till mikroskopet, som förstorar detaljer; makroskopet är en tänkte mekanism som eliminerar detaljer istället, med en imaginär "detalj-eliminator", för att göra det stora mönstret tydligt) som kunde skildra generaliserade mönster av energiflöde: "Att beskriva sådana mönster och reducera ekosystems komplexitet till energiflöden, trodde Odum, skulle möjliggöra upptäckter av allmänna ekosystemprinciper." Vissa har försökt koppla det till de universella vetenskapliga språkprojekt som har dykt upp inom naturfilosofins historia.

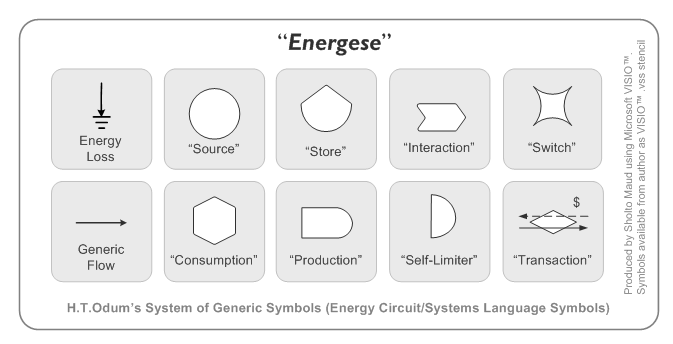
Energy Systems Language of systems ecology utvecklat av Howard Odum och andra, 1971.

Kitching hävdade att språket var ett direkt resultat av att arbeta med analoga datorer, och återspeglade en elektroingenjörs inställning till problemet med systemrepresentation: "På grund av sin elektriska analogi är Odum-systemet relativt lätt att omvandla till matematiska ekvationer … Om man bygger en modell för energiflöde, så bör Odum-systemet seriöst övervägas…"

### Emergi
Under 1990-talet under den senare delen av sin karriär utvecklade Odum och medarbetare idén om emergi som en specifik användning av termen inbäddad eller indirekt energi (David M. Scienceman bidrog starkt till namngivningen av de nya begreppen). Vissa anser att begreppet "emergi", ibland kortfattat definierat som "energiminne", är ett av Odums mer betydande bidrag, men begreppet är varken fritt från kontroverser eller utan kritiker. Odum såg på naturliga system som bildade genom användningen av olika former av energi i det förflutna: "emergi är ett mått på energi som användes historiskt och skiljer sig således från ett mått på energi nu. Emergienheten  är emjoule, till skillnad från joule som används för tillgänglig energi som återstår nu." Detta var tänkt som en princip om maximal emergikraft ("maximum empower"), vilket kan förklara utvecklingen av självorganiserande öppna system. Principen har dock bara påvisats i ett fåtal experiment och är inte allmänt erkänd i det vetenskapliga samfundet.

## Ekosystemekologi och systemekologi
För J.B. Hagen kunde principen om maximal kraft ("maximum power principle" och stabilitetsprincipen lätt översättas till språket för homeostasis och cybernetiksystem. Hagen hävdar att återkopplingsslingorna i ekosystem, för Odum, var analoga med de typer av återkopplingsslingor som schemalagts i elektroniska kretsar och cybernetiska system. Detta tillvägagångssätt representerade migreringen av cybernetiska idéer till ekologi och ledde till utformningen av systemekologi. I Odums verk utgör dessa begrepp en del av vad Hagen kallade ett "ambitiöst och egensinnigt försök att skapa en universell systemvetenskap".

### Makroskop
Hagen identifierade Odums ideer som en form av holistiskt tänkande, som kontrasterade systemvetenskapens holistiska tänkande med reduktionistiskt mikroskopiskt tänkande, och använde termen makroskop för att referera till helhetssynen, som var en slags "detalj-eliminator" så att ett enkelt diagram kan skapas.

### Mikrokosmer
Odum var en pionjär i sin användning av små slutna och öppna ekosystem i klassrums-undervisningen, som ofta konstruerades av fisktankar eller flaskor och har kallats mikrokosmer. Hans mikrokosm-studier påverkade utformningen av Biosphere 2.

## Ekologisk ekonomi
Ekologisk ekonomi är ett aktivt fält mellan ekonomi och ekologi med årliga konferenser, internationella sällskap och en internationell tidskrift. Från 1956 till 1963 arbetade Odum som direktör för Marine Institute vid University of Texas. Under denna tid blev Odum medveten om samspelet mellan ekologiskt-energetiska och ekonomiska krafter. Han finansierade därför forskningen om användningen av konventionella ekonomiska tillvägagångssätt för att kvantifiera dollarvärden av ekologiska resurser för rekreation, rening och annan användning. Denna forskning beräknade det potentiella värdet av primärproduktion per vattenyta.
För Hall framstod betydelsen av Odums arbete av integrationen av system, ekologi och energi med ekonomi, tillsammans med Odums uppfattning att ekonomi kan utvärderas med objektiva termer som energi snarare än på en subjektiv betalningsvilja.

## Ekologisk ingenjörskonst, ekologisk teknik
Ekologisk ingenjörskonst är ett framväxande studieområde mellan ekologi och ingenjörskonst som handlar om design, övervakning och konstruktion av ekosystem. Termen ekologisk ingenjörskonst myntades först av Odum 1962, innan han arbetade vid University of Florida. Ekologisk ingenjörskonst, skrev han, är "de fall där energin som tillförs av människan är liten i förhållande till de naturliga källorna men tillräcklig för att producera stora effekter i de resulterande mönstren och processerna." Ekologisk ingenjörskonst som praktiskt område utvecklades av hans tidigare doktorand Bill Mitsch, som startade  standardtidskriften inom området och hjälpte till att starta både internationella och amerikanska samhällen ägnade åt ekologisk ingenjörskonst, och har skrivit två läroböcker om ämnet En av Odums sista artiklar var hans bedömning av ekologisk ingenjörskonst som publicerades i tidskriften Ecological Engineering 2003, ett år efter Odums död.

## Allmän systemteori
1991 valdes Odum till den 30:e presidenten för International Society for the Systems Sciences, som tidigare hette International Society for General Systems Research. Han presenterade många artiklar om den allmänna systemteorin vid dess årliga konferenser och redigerade den senast publicerade General Systems Yearbook. Den andra, reviderade upplagan av hans stora livsverk fick titeln Ecological and General Systems: An Introduction to Systems Ecology (1994). Några av hans energimodeller och simuleringar innehöll allmänna systemkomponenter. Odum har beskrivits som en "teknokratisk optimist", och hans tillvägagångssätt påverkades avsevärt av hans far, som också var en förespråkare för att se på samhället genom fysikaliska vetenskapens olika linser. Inom processerna på jorden trodde Odum (1989) att människor spelar en central roll: han sa att "människan är biosfärens programmatiska och pragmatiska informationsprocessor för maximal prestanda".

## Publikationer
Odum skrev omkring 15 böcker och 300 artiklar, och en Festschrift ( Maximum Power: The Ideas and Applications of HT Odum, 1995) publicerades för att hedra hans arbete.
Odum hedrades också av tidskriften Ecological Engineering på sin 70-årsdag för sina bidrag inom området ekologisk ingenjörskonst och allmän ekologi. Publikationen inkluderade över 25 brev från framstående vetenskapsmän från hela världen, inklusive Mitsch (huvudredaktör), John Allen, Robert Ulanowitcz, Robert Beyers, Ariel Lugo, Marth Gilliland, Sandra Brown, Ramon Margalef, Paul Risser, Eugene Odum, Kathy Ewel, Kenneth Watt, Pat Kangas, Sven Jørgensen, Bob Knight, Rusong Wang, John Teal, Frank Golley, AnnMari och Bengt-Owe Jansson, Joan Browder, Carl Folke, Richard Wiegert, Scott Nixon, Gene Turner, John Todd och James Zuchetto.

### Böcker
- 2007, Environment, Power and Society for the Twenty-First Century: The Hierarchy of Energy, with Mark T. Brown, Columbia University Press.
- 2001, A Prosperous Way Down: Principles and Policies, with Elisabeth C. Odum, University Press of Colorado.
- 2000, with E. C. Odum, Modeling for all Scales: An introduction to System Simulation, Academic Press.
- 1999, Heavy Metals in the Environment: Using Wetlands for Their Removal.
- 1999, Biosphere 2 : Research, Past and Present, with Bruno D. V. Marino.
- 1996, Environmental Accounting: EMERGY and environmental decision making.
- 1993, Ecological Microcosms, with Robert J. Beyers.
- 1984, Cypress Swamps with Katherine C. Ewel.
- 1983, Systems Ecology : an Introduction.
- 1976, Energy Basis for Man and Nature, with Elisabeth C. Odum.
- 1970, with Robert F. Pigeon (eds), A Tropical Rain Forest; a Study of Irradiation and Ecology at El Verde, Puerto Rico, United States Atomic Energy Commission, National Technical information service.
- 1971, Environment, Power and Society, 1971
- 1967, (ed.)  Work Circuits and System Stress, in Young, Symposium on Primary Productivity and Mineral Cycling, University of Maine Press.
- 1953, Fundamentals of Ecology, with Eugene P. Odum, (first edition).

### Artiklar (urval)
- 1998, eMergy Evaluation Arkiverad 2021-05-18, paper presented at the International Workshop on Advances in Energy Studies: Energy flows in ecology and economy, Porto Venere, Italy, May 27.
- 1997, EMERGY Evaluation and Transformity, in Kreith ed. CRC Handbook of Mechanical Engineering.
- 1992, Environmental Generalist, in Acta Cientifica.
- 1991, Emergy and Biogeochemical Cycles, in Rossi & Tiezzi ed Physical Chemistry.
- 1989, Emergy and Evolution, In 33rd Annual Meeting of the International Society for the Systems Sciences, UK.
- 1989, Comments and thanks to Students and Associates, Handout on the Occasion of the Celebration in Chapel Hill, N.C, in: "Advances in Understanding Ecological Systems", August 31-September 2.
- 1984, Embodied Energy and the Welfare of Nations, Jansson ed, Integration of Economy and Ecology.
- 1977, The ecosystem, energy, and human values, in: Zygon, Volume 12 Issue 2 Page 109–133.
- 1975, Energy Quality and Carrying Capacity of the Earth, response at prize awarding ceremony of Institute La Vie, Paris.
- 1973, Energy, ecology and economics, Royal Swedish Academy of Science. in: AMBIO, 2 (6), 220–227.
- 1963, with W. L. Slier, R. J. Beyers & N. Armstrong, Experiments with engineering of marine ecosystems, in: Publ. Inst. Marine Sci. Univ. Tex. 9:374-403.
- 1963, Limits of remote ecosystems containing man, in: The American Biology Teacher. 25 (6): 429–443.
- 1960a, Ecological potential and analog circuits for the ecosystem, in: Amer. Sci. 48:1-8.
- 1960b, Ten classroom sessions in ecology in: The American Biology Teacher. 22 (2): 71–78.
- 1958, with C. M. Hoskin, Comparative studies of the metabolism of Texas bays, in: Publ. Inst. March Sci., Univ. tex., 5:16-46.
- 1955, with E. P. Odum, Trophic structure and productivity of a windward coral reef community on Eniwetok Atoll, in: Ecological Monographs. 35, 291–320. Mall:Jstor
- 1950, The Biogeochemistry of Strontium: With Discussion on the Ecological Integration of Elements, A dissertation presented to the Faculty of the Graduate School of Yale University in candidacy for the Degree of Doctor of Philosophy.

## Ytterligare läsning
- Beyers, R. J. 1964. The Microcosm Approach to Ecosystem Biology. The American Biology Teacher. 26 (7): 491–498.
- Bocking, S. 1997. Ecologists and environmental politics: a history of contemporary ecology, Yale University.
- Cevolatti, D., and Maud, S., 2004, "Realising the Enlightenment: H. T. Odum's Energy Systems Language qua G. W. v. Leibniz's Characteristica Universalis," Ecological Modelling 178: 279–92.
- Costanza, R. 1997. An Introduction to Ecological Economics, CRC Press.
- Ewel, John J. 2003. Resolution of Respect: Howard Thomas Odum Bulletin of the Ecological Society of America. January 2003: 12-15  (PDF)
- Gilliland, M. W. ed. (1978) Energy Analysis: A New Public Policy Tool, AAA Selected Symposia Series, Westview Press, Boulder, Colorado.
- Golley, F. 1993. A History of the Ecosystem Concept in Ecology: More than the sum of the parts, Yale University Press.
- Hagen, J. B. 1992. An Entangled Bank: The Origins of Ecosystem Ecology. Rutgers University Press.
- Hall, C. A. S. (ed.) 1995. Maximum Power: The Ideas and applications of H. T. Odum. Colorado University Press.
- Debora Hammond, 1997. Ecology and Ideology in the General Systems Community, Environment and History, Volume 3, Number 2, pp. 197–207(11)
- Hammond, G. 2007. Energy and sustainability in a complex world: Reflections on the ideas of Howard T. Odum, Int. J. Energy Res. (in press).
- Kangas, P. 1995. Contributions of H. T. Odum to Ecosystem Simulation Modelling, in Hall (ed.) Maximum Power: the Ideas and Applications of H. T. Odum, Colorado University Press, Colorado.
- Kangas P. 2004. The role of passive electrical analogs in H. T. Odum's systems thinking, Ecological Modelling, v 178 (1-2), 101–106.
- Kangas P. 2004b. Ecological economics began on the Texas bays during the 1950s, Ecological Modelling, v 178 (1-2), 179–181.
- Kitching R. L. 1983. Systems Ecology: An Introduction to Ecological Modelling, University of Queensland Press.
- Lugo, A. E. 1995. A review of Dr. Howard T. Odum's early publications: From bird migration studies to Scott Nixon's turtle crass model. In Hall (ed.) Maximum Power: The Ideas and applications of H. T. Odum. Colorado University Press.
- Madison, M. G. 1997. 'Potatoes Made of Oil': Eugene and Howard Odum and the Origins and Limits of American Agroecology, Environment and History, Volume 3, Number 2, June 1997, pp. 209–238 (30
- Mitsch. W. J. 2003. Ecology, ecological engineering, and the Odum brothers. Ecological Engineering v. 20, 331–338.
- Mitsch, W. J. 1994. Energy flow in a pulsing system: Howard T. Odum. Ecological Engineering, v.3, 77–83.
- Mitsch, W. J. and J. W. Day, Jr. 2004. Thinking big with whole ecosystem studies and ecosystem restoration—A legacy of H. T. Odum.  Ecological Modelling, v 178, 133–155.
- Morgan, Alfred P. (1929), The Boy Electrician: Practical Plans for Electrical Apparatus for Work and Play, with an Explanation of the Principles of Every-Day Electricity (Revised Edition), Boston: Lothrop, Lee & Shepard Co.
- Odum, E. C. 1995. H. T. Odum as a Husband and Colleague, in Hall (ed.), Maximum Power: The Ideas and applications of H. T. Odum. Colorado University Press, pp. 360–361.
- Ramage, Magnus and Karen Shipp (2020), "Howard Odum", pp.85-94 in Magnus Ramage and Karen Shipp, Systems Thinkers (Second Edition), London: Springer. ISBN 978-1-4471-7474-5
- Taylor, Peter J. 1988. Technocratic optimism, H. T. Odum and the partial transformation of ecological metaphor after World War 2. Journal of the History of Biology 21:213-244.